# Tönpa Shenrab
Tönpa Shenrab (Miwoche) is in de traditie de stichter van de bönreligie, de andere vorm van boeddhisme die zich in Tibet naast het Tibetaans boeddhisme heeft ontwikkeld.
De bön kent een uitgebreide hagiografische literatuur over hem, die op nogal wat punten afwijkt van de biografische tradities over Sakyamuni Boeddha. Een deel van die literatuur is opgenomen in de canon van de bön, die net als bij het Tibetaans boeddhisme ook de kangyur heet.

## De religieuze traditie
In de traditie werd Tönpa Shenrab ca. 18.000 jaar geleden geboren in het land Olmolungring, dat deel uitmaakt van een groter land, genaamd Tazik.
Net zoals de Sakyamuni Boeddha was hij van koninklijke afkomst. Op de leeftijd van 31 jaar zag hij af van zijn erfenis en begon de böndoctrine te prediken. Tönpa Sherap bleef daarbij een leek die vrijwel bij voortduring reisde om bön te verspreiden. Hij werd, anders dan bij Sakyamuni Boeddha, daarbij ondersteund door zijn vele vrouwen, dochters en zonen. In het böngeloof had Tönpa Shenrab - ook anders dan bij de Sakyamuni Boeddha - al vanaf zijn geboorte de volledige verlichting bereikt en was hij in het bezit van alle bovennatuurlijke krachten.
Gedurende een groot deel van zijn leven werd Tönpa Shenrab in zijn pogingen om bön te verspreiden door een demon gedwarsboomd met de naam Kyabpa Lagring. Tijdens een poging om door de demon van hem gestolen paarden terug te krijgen arriveerde Tönpa Shenrab in Tibet. Hij gaf in het land enige instructies voor de juiste wijze van uitvoering van rituelen, maar vond meer in het algemeen dat de Tibetanen van die tijd nog niet rijp waren om meer onderricht te ontvangen. Voordat hij Tibet weer verliet, liet hij daar wel de profetie achter, dat de böndoctrine in een later stadium zou bloeien in het land, wanneer de tijd er wel rijp voor zou zijn.
De demon zou hij hierna overigens - net als Padmasambhava deed - onderworpen hebben en tot de ware religie hebben bekeerd.
Tönpa Shenrab zou overleden zijn op de leeftijd van 82 jaar. In veel latere bönteksten wordt gesteld dat de 82 jaar van Tönpa Shenrab gelijk is aan 8200 jaar van de levensduur van een gewoon mens.
De volgelingen van bön, de bönpo's, geloven dat hun religie in vroeger tijden in vele delen van de wereld werd uitgedragen en beoefend. Het heet dan ook yungdrung bön, de eeuwige bön. Het historische perspectief van de bön is, dat het vele eeuwen voor het boeddhisme in Tibet werd geïntroduceerd, daar de bescherming genoot van de heersers tot het verdrongen werd door de valse religie, waaronder ze het Tibetaans boeddhisme verstaan.

## Historische context
Voordat de bön Tibet bereikte zou het met name gebloeid hebben in een gebied dat Zhangzhung genoemd wordt. Dat land in het uiterste noordwesten van Tibet had de heilige berg Kailash als centrum. Dat is een gebied dat vanaf de 7e eeuw steeds meer onder de invloed van het expanderende rijk van de Tibetaanse koningen van de Yarlung-dynastie ging vallen. De historische realiteit van een vroegere politieke en staatkundige entiteit van Zhangzhung is onomstreden.
De bönpo's schrijven een zeer groot deel van hun literatuur toe aan Tönpa Shenrab. De teksten werden na zijn dood, op vergelijkbare wijze met de teksten van de Sakyamuni Boeddha door de eerste volgelingen verzameld.
Historici en tibetologen hebben nooit een werkelijk historisch bestaand persoon aan het verhaal van Tönpa Sherap kunnen verbinden. Alle hedendaagse tibetologen gaan er dan ook van uit dat het verhaal met betrekking tot de persoon van Tönpa Shenrab verzonnen is. De naam Tönpa Shenrab is in strikt historische zin niet eerder aan te treffen dan in een termatekst die uit het eind van de 10e eeuw dateert.
In de oudste Tibetaanse documenten, gevonden onder de manuscripten van Dunhuang,  worden de woorden  bon , gShen rab  en   gshen rab(s) (kyi) myi bo gebruikt. Die worden gebruikt in de betekenis van uitvoerder van preboeddhistische rituelen. De hier bedoelde manuscripten zijn ook evident van niet-boeddhistische aard. De beschrijvingen van een   Shen rab   worden gebruikt in een context van rituelen rondom de dood en in de betekenis van een zeer  ervaren specialist in het gShen ritueel (  gShen rab  ) of een man (  myi bo  ) met grote ervaring in het uitvoeren van die rituelen afkomstig uit de clan van de gShen.
In die manuscripten van Dunhuang is geen enkele aanwijzing dat de naam van een gShen rab stichter zou zijn van een traditie met de naam  Bön. Er is die verhalen ook geen enkele relatie tussen een gShen rab  met Zhangzhung of Taziq. Al de verhalen over de rituele specialisten  gShen rab uit die documenten spelen zich af in de geografische context van Centraal-Tibet.
De relatie tussen Tönpa Shenrab als naam voor een individueel persoon en stichter van de Bon enerzijds met Zhangzhung en Taziq anderzijds  is ook geheel afwezig in de vroegste literatuur van de Bon zelf, zoals de   Klu 'bum  en de   mDo 'dus   ( de oudste hiagiografie over Tönpa Shenrab).

## Biografieën
Er bestaan drie biografieën over het leven van Tönpa Shenrab, die zijn opgenomen in de bönkangyur.
De vroegste en kortste van die drie is de Dodu (mDo-'dus-'dus' , het epitoom van aforismen); het tweede bestaat uit twee delen en heet de Zermig (gZer Myig, het allesdoordringende Oog).
Deze twee biografieën zijn termateksten, in de traditie door een tertön gevonden, maar zijn in historische en feitelijke zin geschreven en samengesteld in de 10e en 11e eeuw. De derde biografie bestaat uit 12 delen en heet de Zhiji (gZi-brjid, de Roemrijke). Dit laatste boek behoort tot de categorie van bönteksten die bekendstaat als Nyan gyud (bsNyan-rgyud, mondelinge overlevering) en zou in de 14e eeuw gedicteerd zijn aan Londen Nyingpo (bLo-ldan snying-po)

## Vertalingen
Aan het begin van de 21e eeuw is slechts een relatief klein deel van de literaire traditie van de bön onderwerp van wetenschappelijke studie geweest. De bönpo-kangyur en -tengyur zijn waarschijnlijk ook de laatste grote Aziatische tekstverzamelingen die voor het grootste deel nog door westerse wetenschappers moet worden onderzocht. Van de Zermig bestaat uit een vrijwel volledige vertaling in het Engels, gemaakt door A.H. Francke.(en) Gedeelten van de Zhiji (gZi-brjid) zijn in het Engels vertaald door David Snellgrove.